# Modern Electrics
Modern Electrics a fost o revistă tehnică dedicată experimentelor radioamatorilor, considerată prima revistă de electronică din lume. Revista a apărut în perioada 1908 - 1914.

## Istorie
Modern Electrics a fost creată de Hugo Gernsback și a început să apară din aprilie 1908.  Inițial revista a fost tipărită cu scopul de furniza informații de comandă prin poștă a unor piese de radio și să promoveze radioamatorismul ca hobby, dar mai târziu a devenit un suport pentru povești de ficțiune bazate pe tehnologie. Prima ficțiune a apărut în ediția din aprilie 1911, iar foiletonul cu 12 episoade scris de  Hugo Gernsback a fost ulterior publicat ca romanul Ralph 124C 41+.
Tirajul revistei a crescut rapid, de la 2000 de reviste la început la 52000 în 1911. În 1908, revista a anunțat așa-zisul "registru fără fir" ("wireless registry"), o listă de proprietari de aparate de radio,  tipul de echipament deținut și modul în care acesta  era operat.  Sub auspiciile ei, în ianuarie 1909 a fost fondată Wireless Association of America, care a adunat 10.000 de membri într-un an. În 1912, Gernsback a estimat că 400.000 de oameni în Statele Unite erau implicați în radioamatorism.
Revista a fost vândută în 1913 și a încetat să fie publicată în 1914. A fost unită cu Electrician and Mechanic pentru a forma revista Modern Electrics and Mechanics. Experiența pe care Gernsback a câștigat-o cu Modern Electrics l-a determinat să creeze revista Electrical Experimenter  în 1913 și revista pulp dedicată exclusiv domeniului științifico-fantastic Amazing Stories în 1926.

## Vezi și
- Cronologia științifico-fantasticului
- Listă de reviste din Statele Unite ale Americii